# Lycaena pygmaea
Lycaena pygmaea är en fjärilsart som beskrevs av Pieter Cornelius Tobias Snellen 1876. Lycaena pygmaea ingår i släktet Lycaena och familjen juvelvingar. Inga underarter finns listade i Catalogue of Life.